# Play (album Namie Amuro)
Play – ósmy album japońskiej piosenkarki Namie Amuro, wydany 27 czerwca 2007 roku w wersji CD i CD+DVD.
Album znalazł się na #15 pozycji w rocznym rankingu Oriconu, natomiast piosenki Pink Key i Funky Town zostały wykorzystane w reklamie Herbaty Lipton, a Top Secret znalazła się w soundtracku drugiego sezonu Prison Break w Japonii.

## Lista utworów
CD
| 1.  | Hide & Seek                      | 4:37  |
|     |                                  |       |
| 2.  | Full Moon                        | 3:59  |
|     |                                  |       |
| 3.  | Can't Sleep, Can't Eat, I'm Sick | 3:47  |
|     |                                  |       |
| 4.  | It's all about you               | 4:13  |
|     |                                  |       |
| 5.  | Funky Town                       | 3:48  |
|     |                                  |       |
| 6.  | Step With It                     | 3:47  |
|     |                                  |       |
| 7.  | Hello                            | 3:43  |
|     |                                  |       |
| 8.  | Should I Love Him?               | 4:25  |
|     |                                  |       |
| 9.  | Top Secret                       | 4:30  |
|     |                                  |       |
| 10. | Violet Sauce (Spicy)             | 4:02  |
|     |                                  |       |
| 11. | Baby Don't Cry                   | 5:22  |
|     |                                  |       |
| 12. | Pink Key                         | 4:40  |
|     |                                  |       |
|     |                                  | 50:53 |
|     |                                  |       |
DVD
| 1. | Hide & Seek (Teledysk)                                             |  |
|    |                                                                    |  |
| 2. | Can't Sleep, Can't Eat, I'm Sick (Teledysk)                        |  |
|    |                                                                    |  |
| 3. | Funky Town (Teledysk)                                              |  |
|    |                                                                    |  |
| 4. | Hello (Teledysk)                                                   |  |
|    |                                                                    |  |
| 5. | Baby Don't Cry (Teledysk)                                          |  |
|    |                                                                    |  |
| 6. | Amuro Namie x The World of Golden Eggs Special Collaboration Movie |  |
|    |                                                                    |  |

## Oricon
| Diagram                                                    | Pozycja |
| ---------------------------------------------------------- | ------- |
| Dzienny diagram Oricon (w pierwszym dniu sprzedaży)        | #1      |
| Tygodniowy diagram Oricon (w pierwszym tygodniu sprzedaży) | #1      |
| Miesięczny diagram Oricon (w pierwszym miesiącu sprzedaży) | #1      |
| Roczny diagram Oricon                                      | #15     |